# Gríma
Grima Lengua de Serpiente es un personaje ficticio de la novela de J. R. R. Tolkien El Señor de los Anillos. Se trata de un hombre de Rohan, aunque sus ancestros provenían de los hombres de las Tierras Brunas. 
Grima fue un hombre inteligente y astuto pero de aspecto físico enjuto y pálido, con una mirada sombría y una risa siniestra. Durante la Guerra del Anillo ejercía de consejero del rey Théoden y su principal cometido era mantener las relaciones diplomáticas con los pueblos vecinos.

## Historia
Durante la Guerra del Anillo Grima mantenía una relación secreta con Saruman, actuando de espía. Tenía como misión la de debilitar a su rey con palabras arteras y astutas, hasta que Théoden casi no se pudo levantar ni del trono, dejando los «molestos» asuntos del gobierno en manos de su «fiel» servidor Grima. La situación llegó hasta el extremo de que no hablaba personalmente con sus mariscales, sino que les hacía llegar las órdenes a través de éste.
Fue apodado Lengua de Serpiente dado que ya había gente que conocía sus verdaderas intenciones, sin embargo el rey ya no estaba en condiciones de razonar.
Cuando Lengua de Serpiente se acercó a Éowyn con intenciones deshonestas, su hermano Éomer lo amenazó en Edoras con la espada. Desde entonces Gríma se esforzó en desacreditar a Éomer ante el Rey. Finalmente logró su objetivo y consiguió que el tercer mariscal de La Marca fuera encarcelado por desobedecer la orden de Théoden, sugerida por Grima, de no enfrentarse con los orcos de Isengard tras la Primera Batalla de los Vados del Isen, que costó la vida de Théodred, el hijo del Rey.
Cuando Gandalf el Mago llegó a Meduseld, acompañado de Aragorn, Gimli y Legolas; intervino en tal hechizo y curó al rey. 
Después de que Gandalf le desenmascarase, Lengua de Serpiente corrió a ver a Saruman para ocultarse en Orthanc. En el camino fue interceptado por Bárbol, quien alertado por Gandalf lo esperó en las cercanías del enorme lago que los Ents crearon alrededor de Orthanc con las aguas del río Isen. Gríma intentó convencer al Ent de que venía como mensajero de Théoden. Pero ni Bárbol ni Merry ni Pippin le creyeron, obligándolo a trasponer el lago inmundo para poder refugiarse en la Torre. 
Desde lo alto de Orthanc lanzó el Palantir, sin saber lo valioso de tal objeto y con la intención de herir a alguno de los presentes de la comitiva encabezada por el Rey de Rohan y Gandalf. Una gran desesperación se apoderó de Saruman cuando vio lo que su sirviente había hecho.
Cuando Bárbol permitió que Saruman dejase Isengard, Gríma siguió al Mago, que lo trataba como a un perro, a su viaje a La Comarca. Por orden de Saruman asesinó al «jefe» Lotho Granujo Sacovilla-Bolsón.
Tras la liberación de la Comarca Frodo le ofrece quedarse allí y restañar sus heridas, para que el rohir elija su propio camino, lejos de Saruman. El mago, con mucho odio, le grita a Frodo: «Serpiente mató a vuestro jefe, mis pobres amiguitos, a vuestro buen pequeño patrón. ¿No es verdad, Serpiente? Lo apuñaló mientras dormía, creo. Lo enterró, espero; aunque últimamente Serpiente ha pasado mucha hambre. No, Serpiente no es bueno en realidad. Mejor será que lo dejéis en mis manos». Tras eso, Saruman dio una patada en el rostro a Gríma quien, en un movimiento que los hobbits no pudieron evitar, le clavó a Saruman un cuchillo en la garganta, degollándolo, y echó a correr, pero pronto fue alcanzado por varias flechas hobbits y quedó tendido, muerto, unos metros adelante.

## La trilogía cinematográfica
En la trilogía del director Peter Jackson, Gríma es interpretado por Brad Dourif (y su papel tiene más importancia que en el libro).
En la versión extendida de la tercera parte, muere de otra forma. Cuando Gandalf rompe la vara a Saruman, Grima sale a una ventana y Théoden le vuelve a perdonar la vida ordenándole que baje y se reúna con él. Saruman no se lo permite y asesta un golpe en la cara a Grima tirándole contra el suelo de la cúspide de Orthanc. Saruman se da la vuelta y Grima, furioso lo apuñala por la espalda. El cadáver de Saruman cae de Orthanc y queda empalado en una máquina destrozada. Pero Legolas en un momento de tensión, le dispara una flecha en el corazón a Grima y este muere en el acto, quedando su cadáver en Orthanc.